# J. Bracken Lee
Joseph Bracken Lee, född 7 januari 1899 i Price, Utah, död 20 oktober 1996 i Salt Lake City, Utah, var en amerikansk republikansk politiker. Han var Utahs guvernör 1949–1957.
Lee deltog i första världskriget som sergeant i USA:s armé. Därefter var han verksam som affärsman och tjänstgjorde senare som borgmästare i Price.
Lee efterträdde 1949 Herbert B. Maw som Utahs guvernör och efterträddes 1957 av George Dewey Clyde.
Efter sin tid som guvernör tjänstgjorde Lee länge som Salt Lake Citys borgmästare. Lee härstammade från mormoner men var inte själv medlem i någon religiös rörelse.
Lee avled 1996 och gravsattes på Mount Olivet Cemetery i Salt Lake City.